# 県庁通り (長野県)

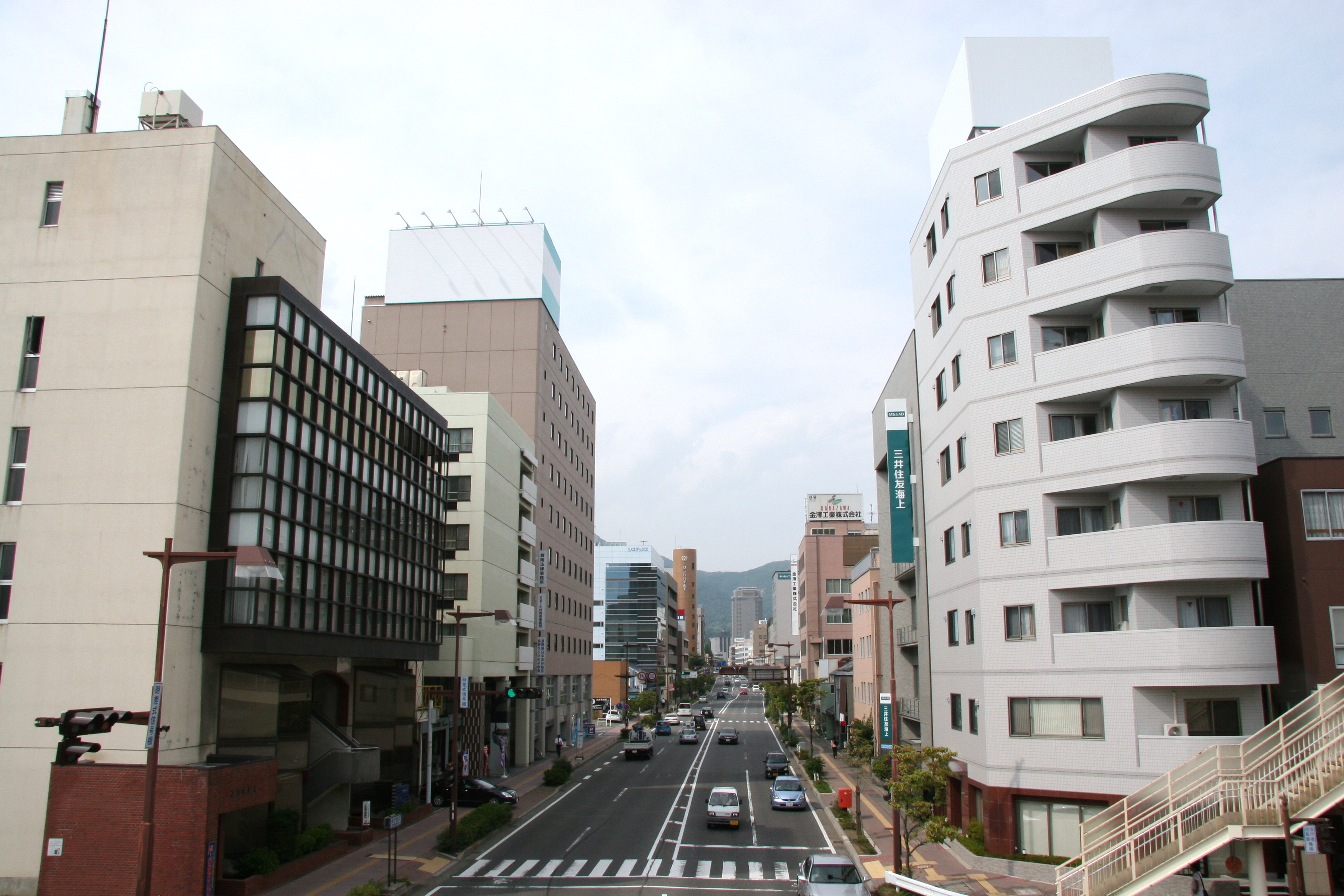
岡田町南交差点（国道19号）より北（県庁・信州大学）方向を望む

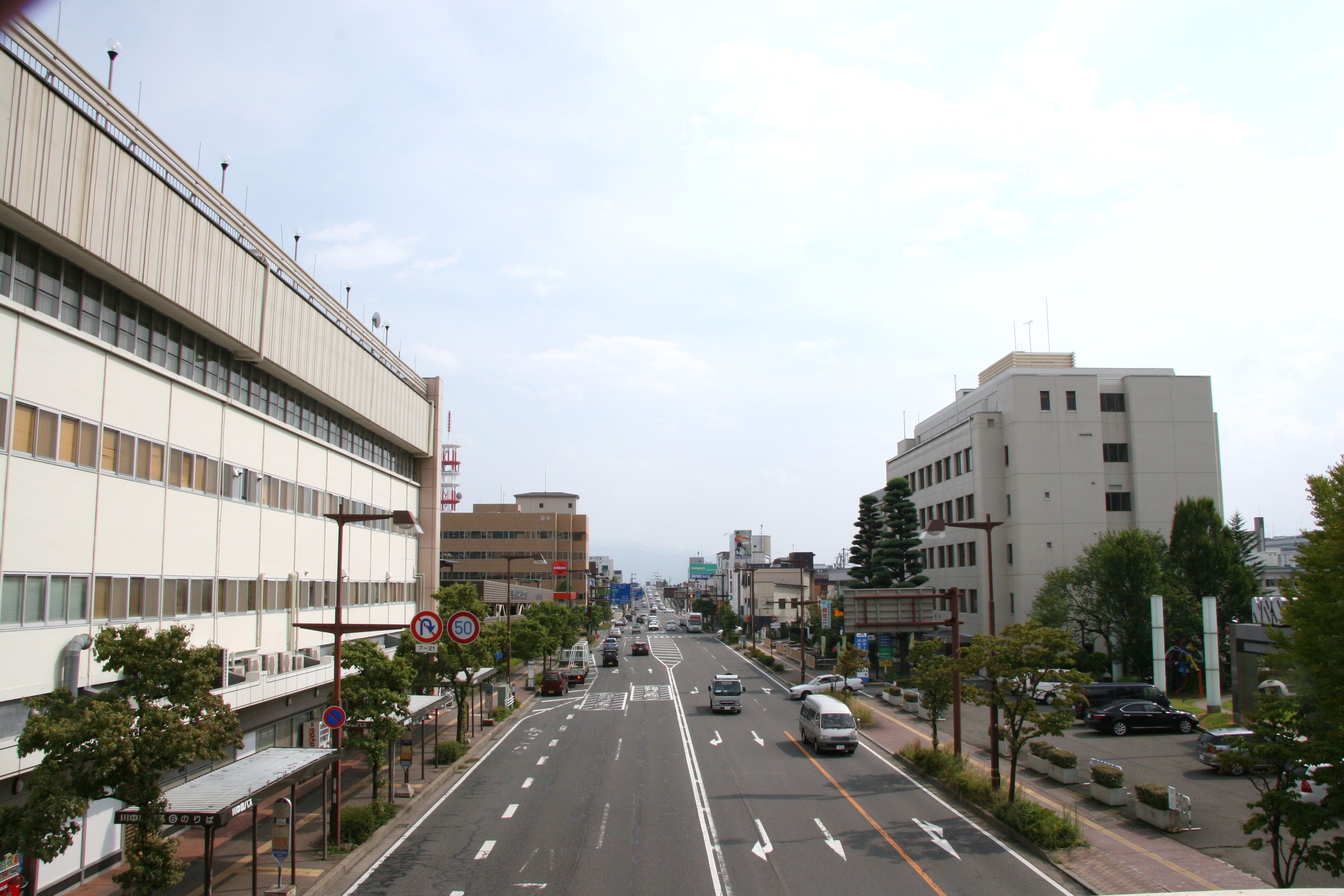
岡田町南交差点より南（丹波島橋）方向を望む

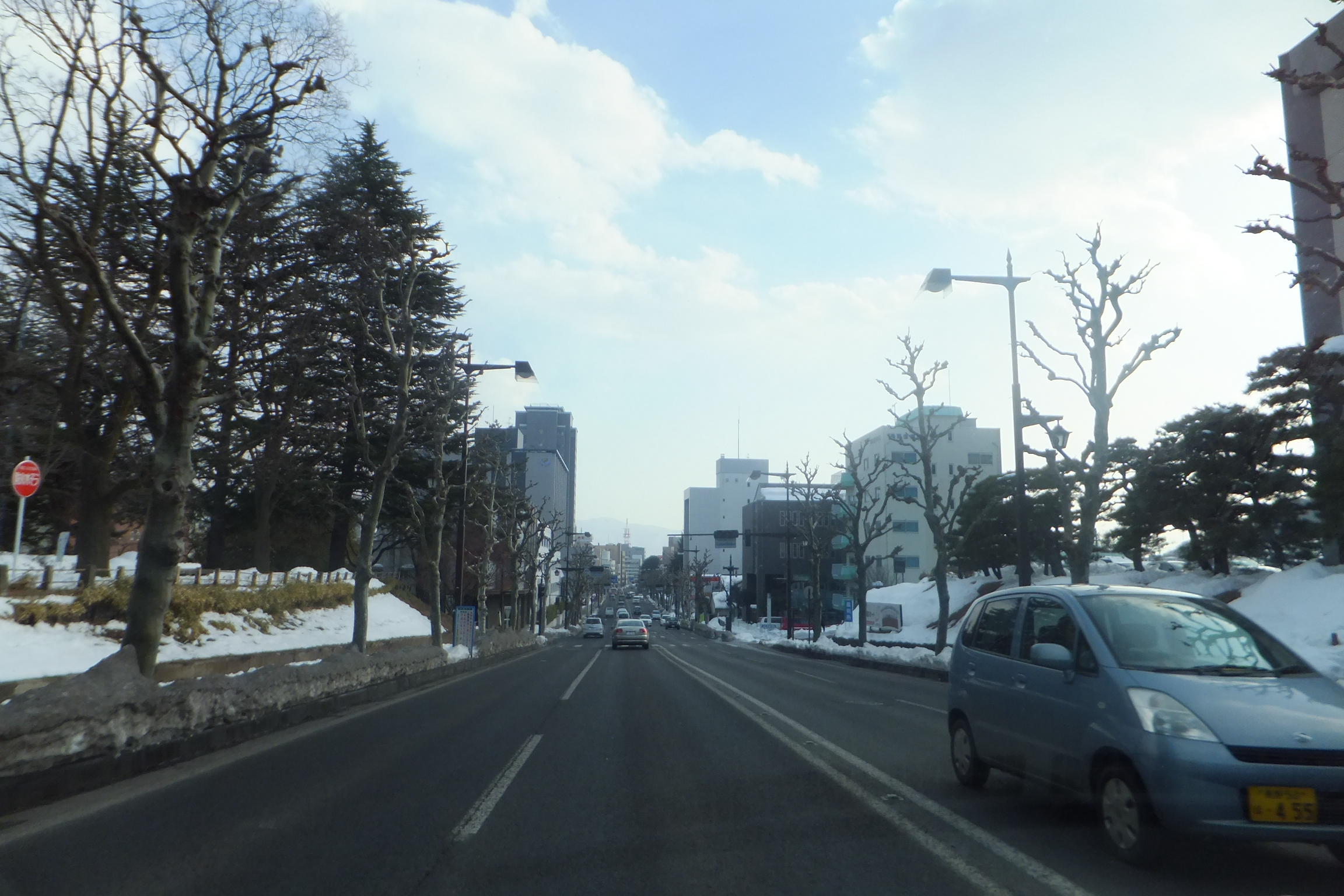
中央消防署付近より南（丹波島橋）方向を望む

県庁通り（けんちょうどおり）は長野県長野市の丹波島橋北詰交差点から信大教育学部前交差点（国道406号交点）に至る道路の通称。沿道に長野県庁があることから県庁通りと呼ばれる。
丹波島橋北詰交差点〜中御所交差点が国道117号、中御所交差点〜県庁前交差点が国道19号、県庁前交差点〜信大教育学部前交差点が長野県道399号長野豊野線である。

## 概要
丹波島橋〜県庁前交差点の区間は川中島・篠ノ井・松代方面と長野市街地とを結ぶメインルートであり、交通量は非常に多い。特に荒木交差点・中御所交差点では混雑が激しい。
県庁前交差点〜信大教育学部前交差点の区間は長野県の機関や国の機関が集中する官公庁街となっており、落ち着いた空気が漂う。しかし善光寺参拝客が増加する時期には、中央通りの迂回路として渋滞が激しくなる。
長野市の交通セル計画において、中御所北交差点〜信大教育学部前交差点の区間がセル環状道路の一つにあたる。

### 路線データ
- 起点: 長野県長野市若里五丁目（丹波島橋北詰交差点）
- 終点: 長野県長野市西長野町（信大教育学部前交差点＝国道406号交点）
- 幅員
  - 起点〜九反交差点 - 車道4車線（交差点部除く）・両側歩道
  - 九反交差点〜ホクト文化ホール入口交差点 - 車道5車線（北行3車線 / 南行2車線）・両側歩道
  - ホクト文化ホール入口交差点〜終点 - 車道4車線（交差点部除く）・両側歩道

### 主要構造物
- みすず橋（中御所跨線橋＝中御所三丁目〜中御所一丁目）
信越本線・北陸新幹線を越える跨線橋。1944年（昭和19年）までは善光寺白馬電鉄も橋の下を通っており、現在でも遺構が見られる。橋の中間からは、北陸新幹線の線路敷に降りる管理道路が分岐している。

## 沿革
- 1878年（明治11年） - 開通。ただし当時の長野県庁舎は本路線の北端、現在の信州大学西長野キャンパス（教育学部）の地にあった。
- 1890年（明治23年）9月 - 丹波島橋（木橋初代）が完成。
- 1913年（大正2年）10月 - 火災に伴い、長野県庁が現在の地（妻科）に移る。
- 1920年（大正9年） - 旧道路法に基づき、国道10号となる。
- 1932年（昭和7年） - 丹波島橋が鉄橋となる。
- 1935年（昭和10年）6月22日 - 昭和恐慌に伴う失業対策事業として、国道10号の丹波島橋〜大正町通り（現在の昭和通り）〜新田町の区間で改修工事が行われ、現在の形となる。
- 1935年（昭和10年）7月9日 - 信越本線・善光寺白馬電鉄（1944年廃止）との交点にみすず橋が架けられる。
- 1952年（昭和27年）12月4日 - 新道路法に基づき、丹波島橋〜県庁前交差点の区間が一級国道18号に指定される。
- 1970年（昭和45年） - 中御所交差点〜県庁前交差点の区間が国道19号に指定変更。
- 1978年（昭和53年） - みすず橋が改修され、幅員が2倍となる。
- 1987年（昭和62年） - 丹波島橋 - 中御所交差点の区間が国道117号に指定変更。
- 1997年（平成9年） - 北陸新幹線の先行開通区間の建設に伴い、みすず橋が改修される。
- 2003年（平成15年）3月31日 - 県庁前交差点〜信大前交差点（現 信大教育学部前交差点）の区間が、中央通りに代わって長野県道399号長野豊野線に指定される。

## 交差・接続する道路
↑ 国道117号
- 荒木交差点（若里五丁目）
  - 長野県道372号三才大豆島中御所線
- 中御所交差点（中御所一丁目）
  - 国道19号（西街道）
- 中御所北交差点（中御所岡田町）
  - 長野県道32号長野停車場線（ターミナル南通り）
- 岡田町南交差点（中御所岡田町）
  - 市道（ターミナル通り）
- 岡田町交差点（中御所岡田町）
  - 長野県道34号長野菅平線（山王通り）
- 県庁前交差点（妻科）
  - 国道19号（昭和通り）
- 県庁東交差点（南県町）
  - 市道（寿町通り）
- 合同庁舎前交差点（旭町）
  - 市道（官庁通り）
- 信大教育学部前交差点（西長野町＝終点）
  - 国道406号（鬼無里街道）

## 沿道
- 長野市立裾花小学校
- 信州大学若里キャンパス（工学部）
- 若里公園
  - ホクト文化ホール（長野県県民文化会館）
  - 県立長野図書館
- 長野公共職業安定所（ハローワーク長野）
- 長野労働総合庁舎
  - 長野労働局
  - 長野労働基準監督署
- 長野南年金事務所
- 長野バスターミナル
- 八十二銀行本店
- NBS長野放送
- 長野市立山王小学校
- 長野県庁
  - 長野県警察本部
- 長野県長野合同庁舎
  - 長野県長野地域振興局
  - 長野県北信労政事務所
  - 長野県長野農業改良普及センター
  - 長野県長野建設事務所
  - 長野県北信会計センター
  - 長野県北信教育事務所
- 信濃毎日新聞長野本社
- ホテル国際21
- 電算セキュアデータセンター
- 裁判合同庁舎
  - 長野地方裁判所
  - 長野家庭裁判所
  - 長野簡易裁判所
- 長野地方法務合同庁舎
  - 長野地方検察庁
  - 関東公安調査局長野公安調査事務所
- 長野第1合同庁舎
  - 東京出入国在留管理局長野出張所
  - 長野行政評価事務所
  - 信越総合通信局
- 長野第2合同庁舎
  - 関東財務局長野財務事務所
  - 長野地方法務局
  - 自衛隊長野地方協力本部
- 長野市消防局中央消防署
- 信州大学西長野キャンパス（教育学部）

## 画像集

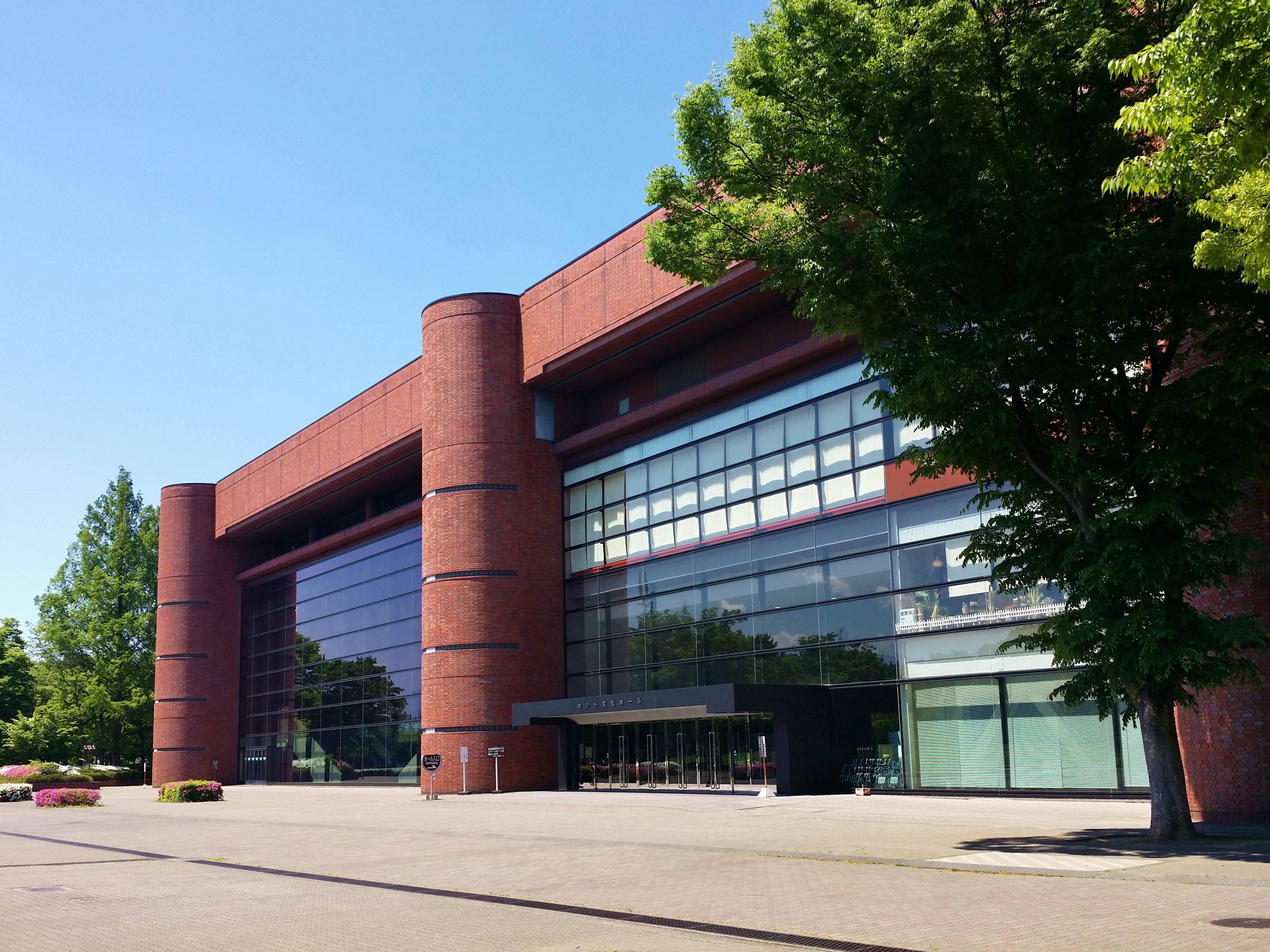
ホクト文化ホール（若里一丁目）
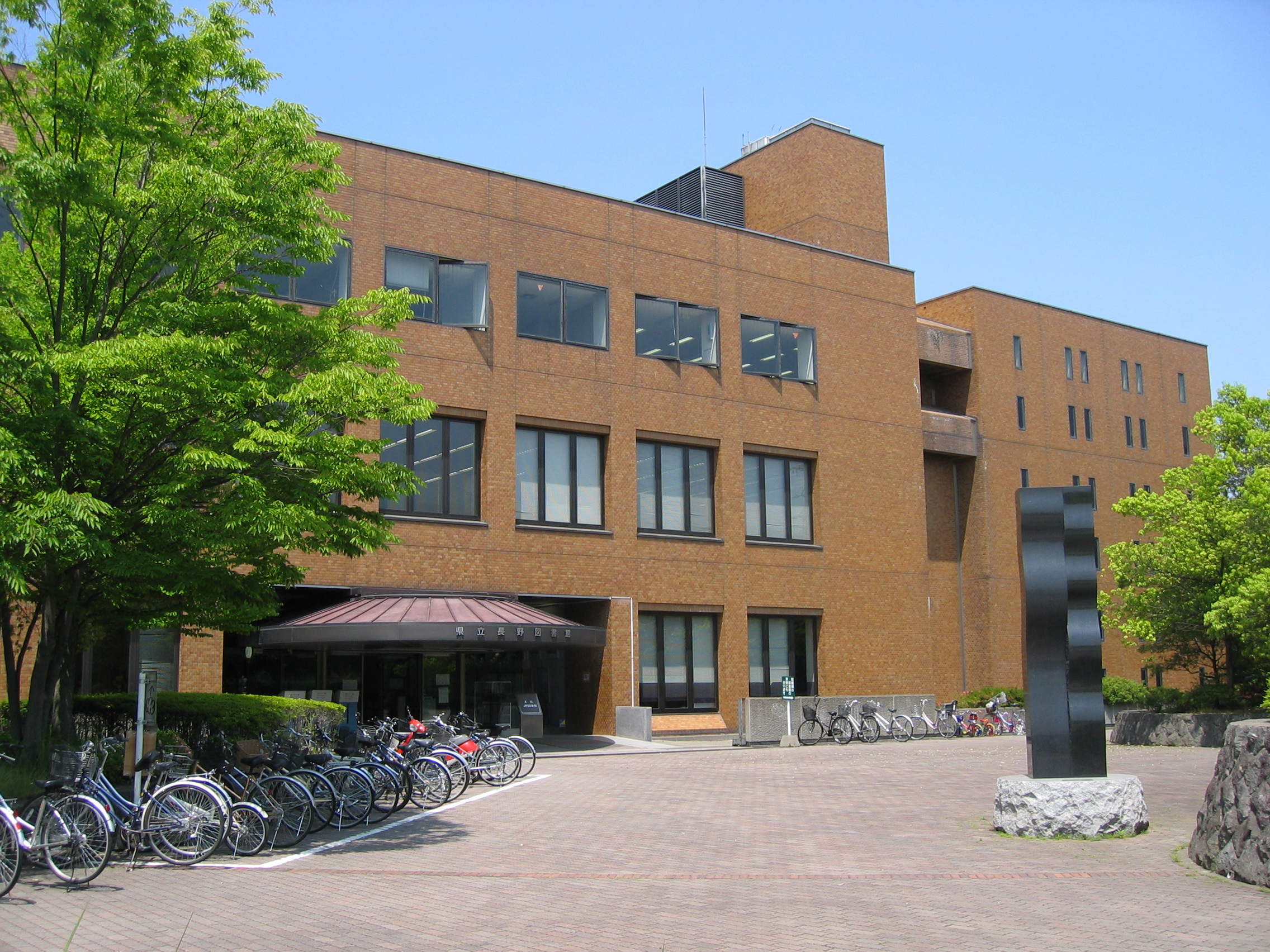
長野県立長野図書館（若里一丁目）
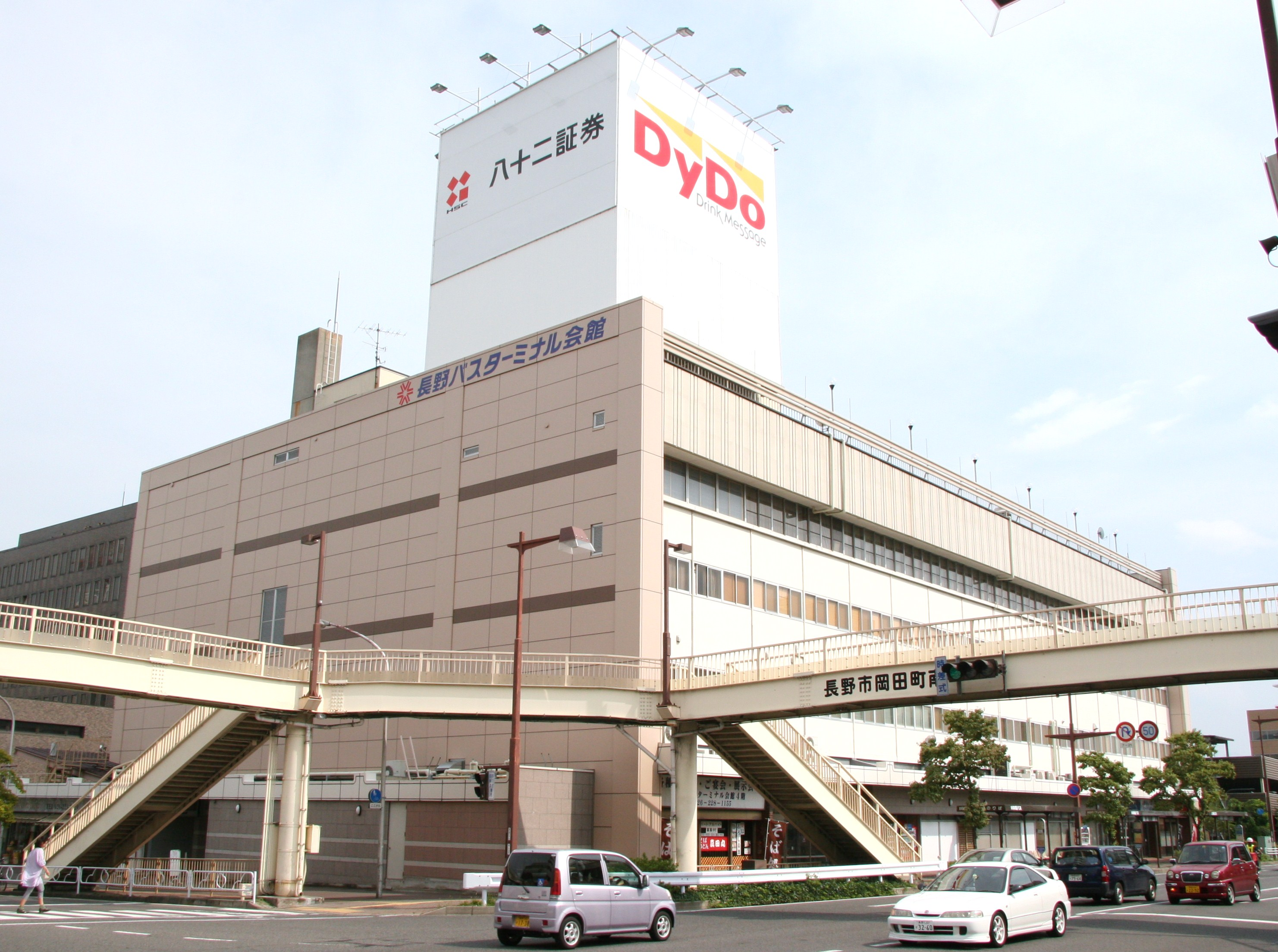
長野バスターミナル（岡田町）
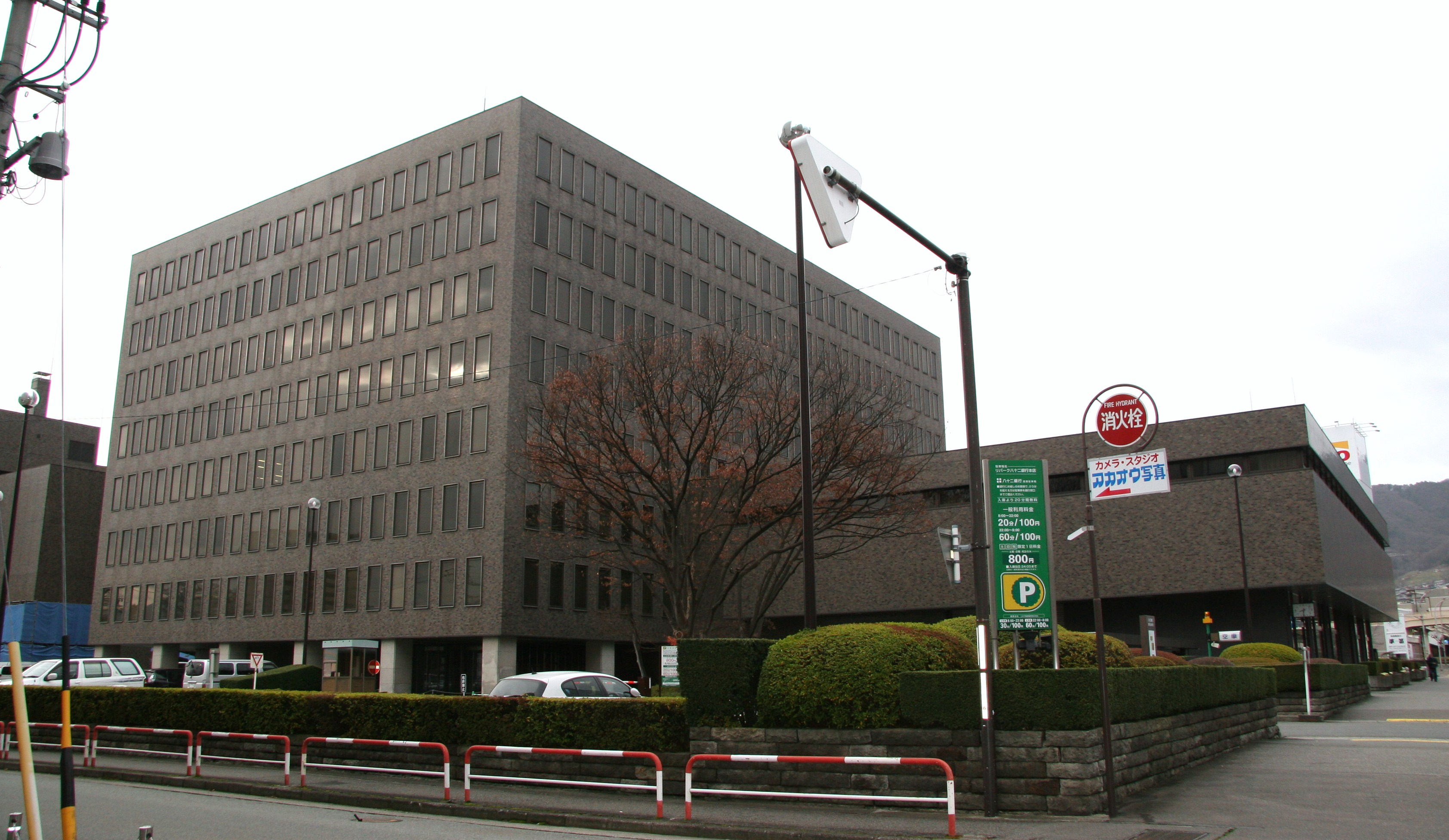
八十二銀行本店（岡田町）
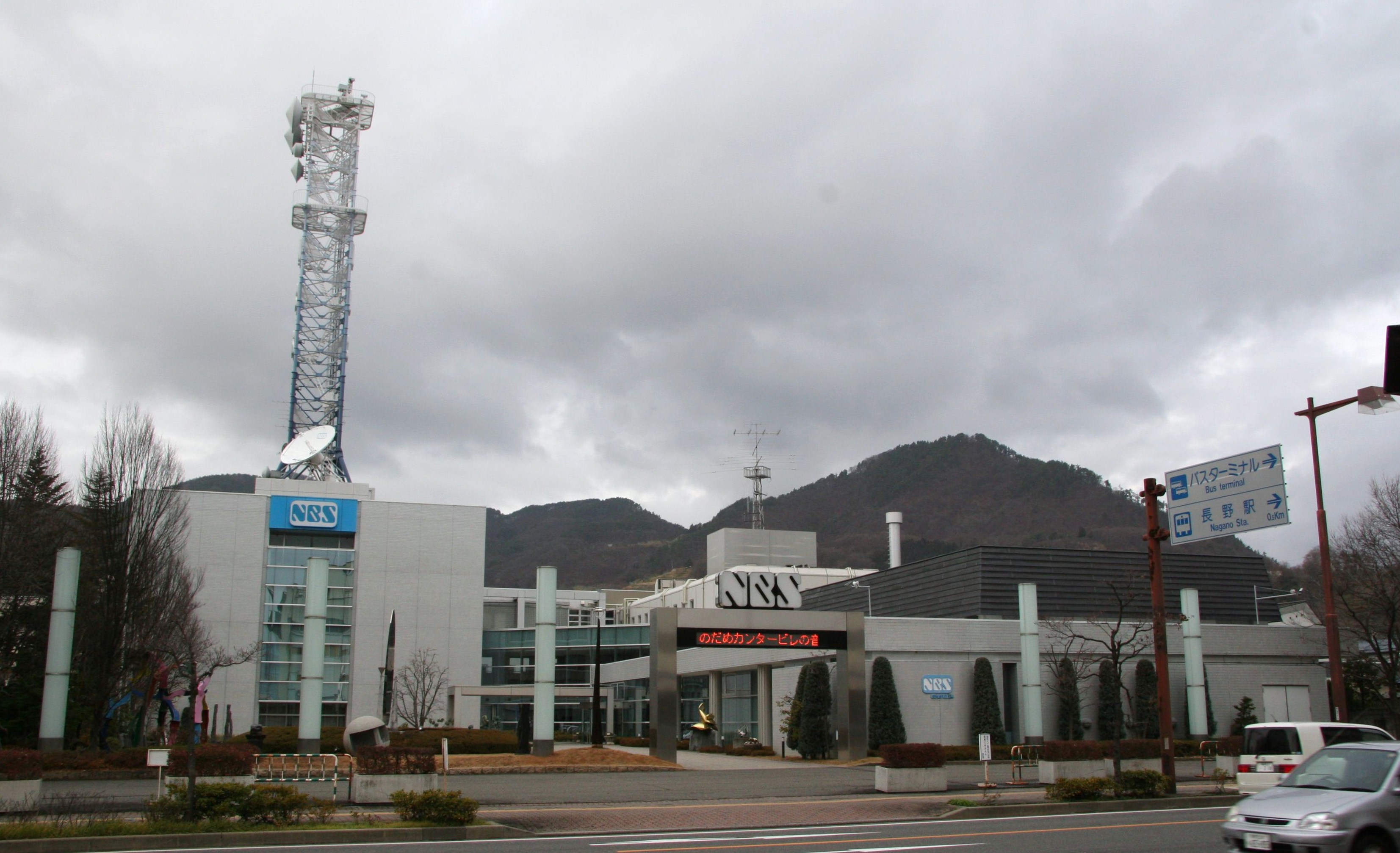
NBS長野放送（岡田町）
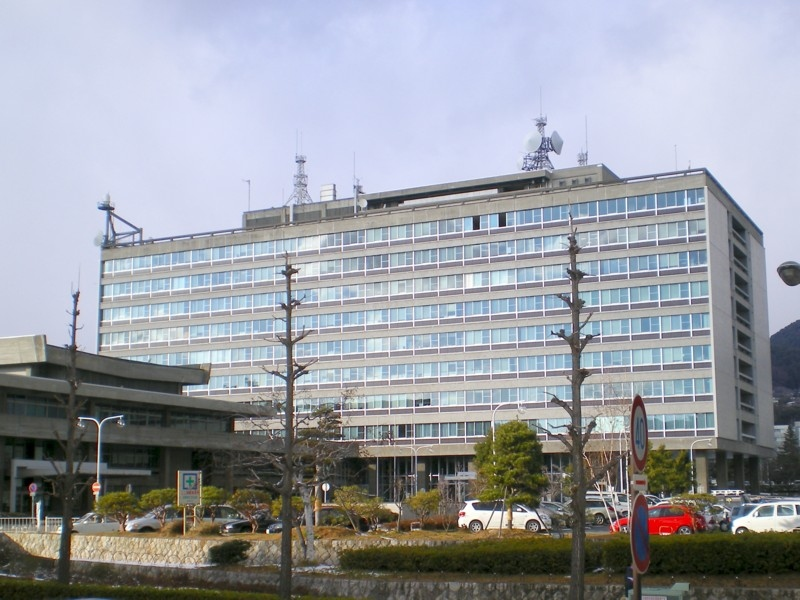
長野県庁（妻科）
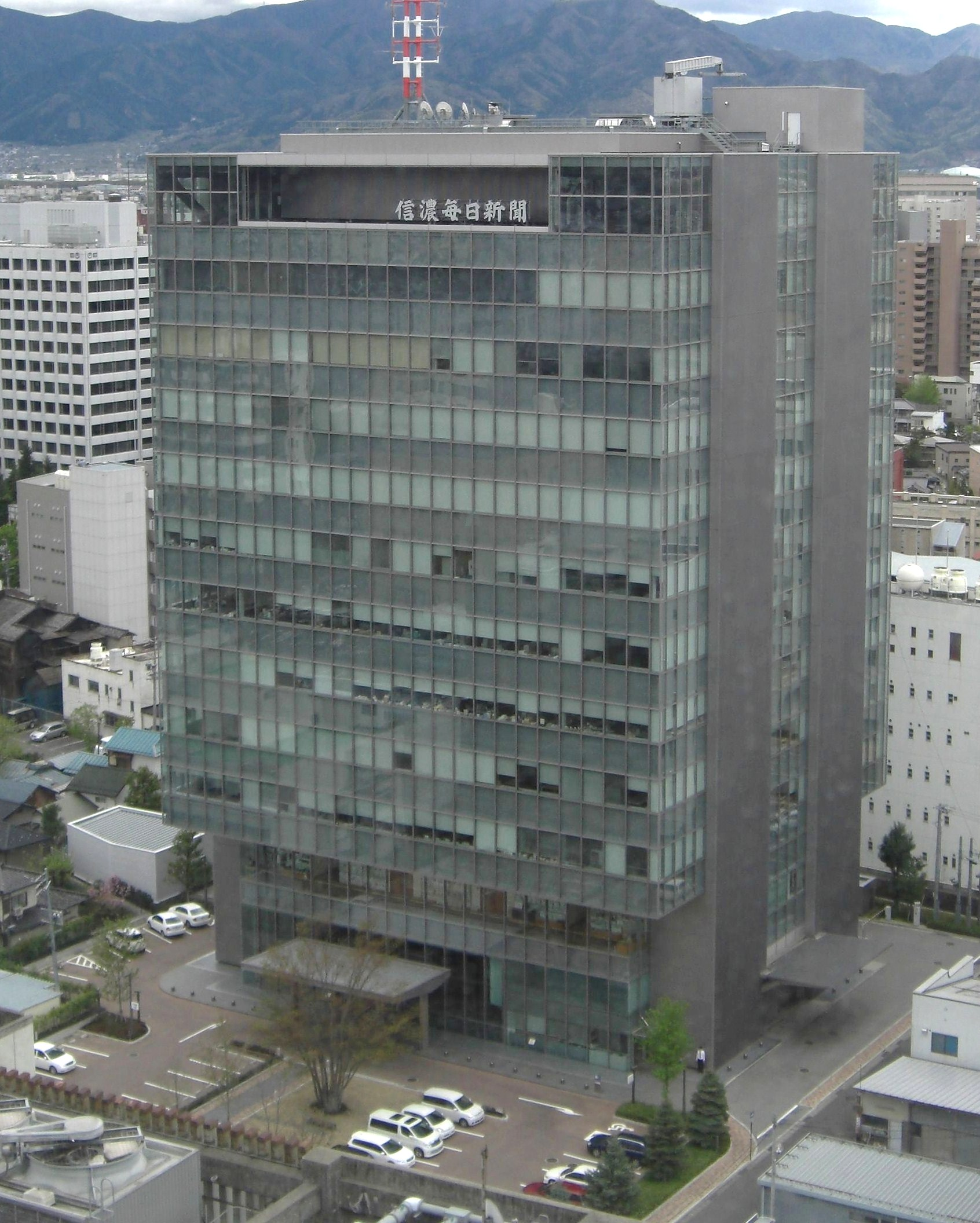
信濃毎日新聞社（南県町）
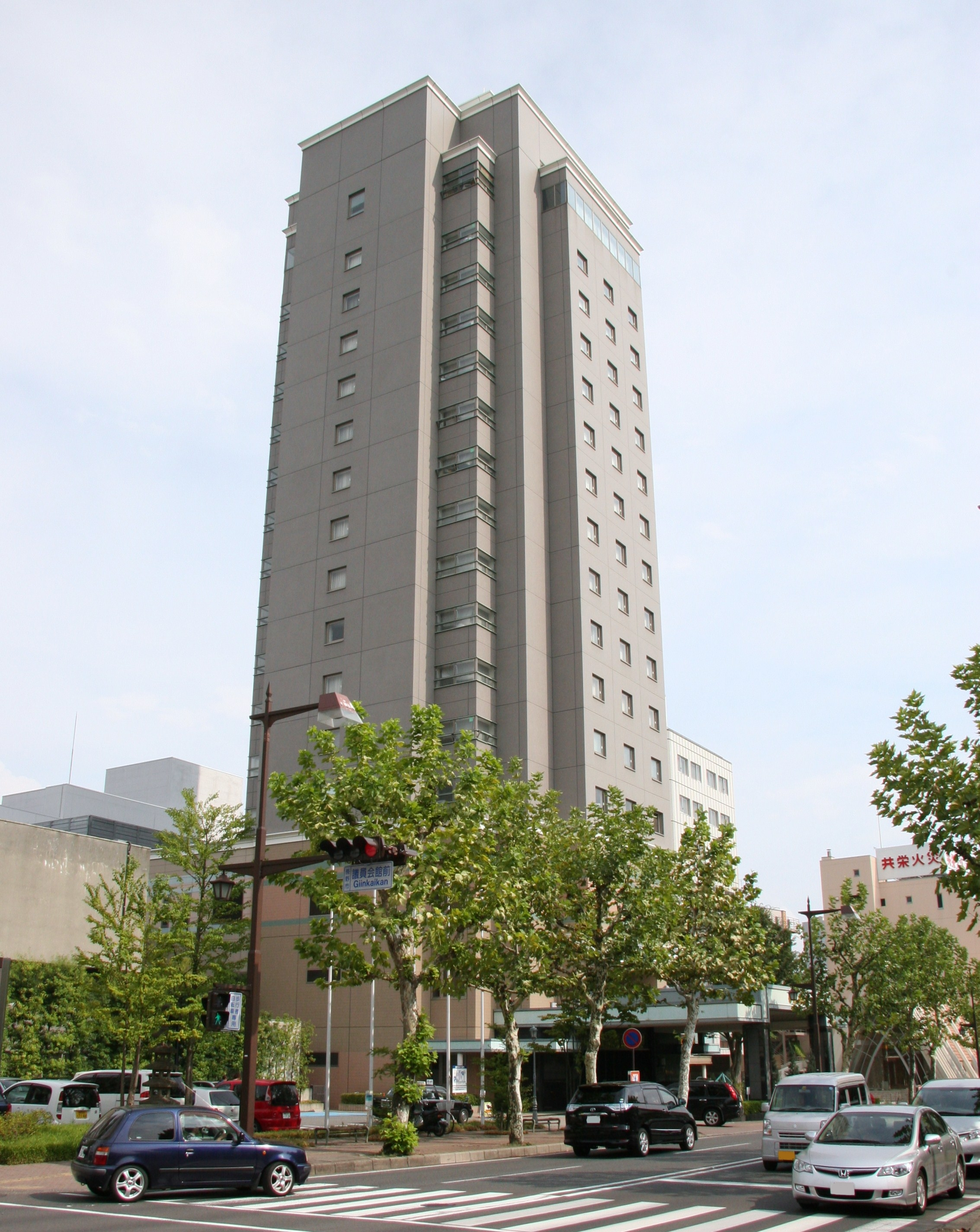
ホテル国際21（県町）
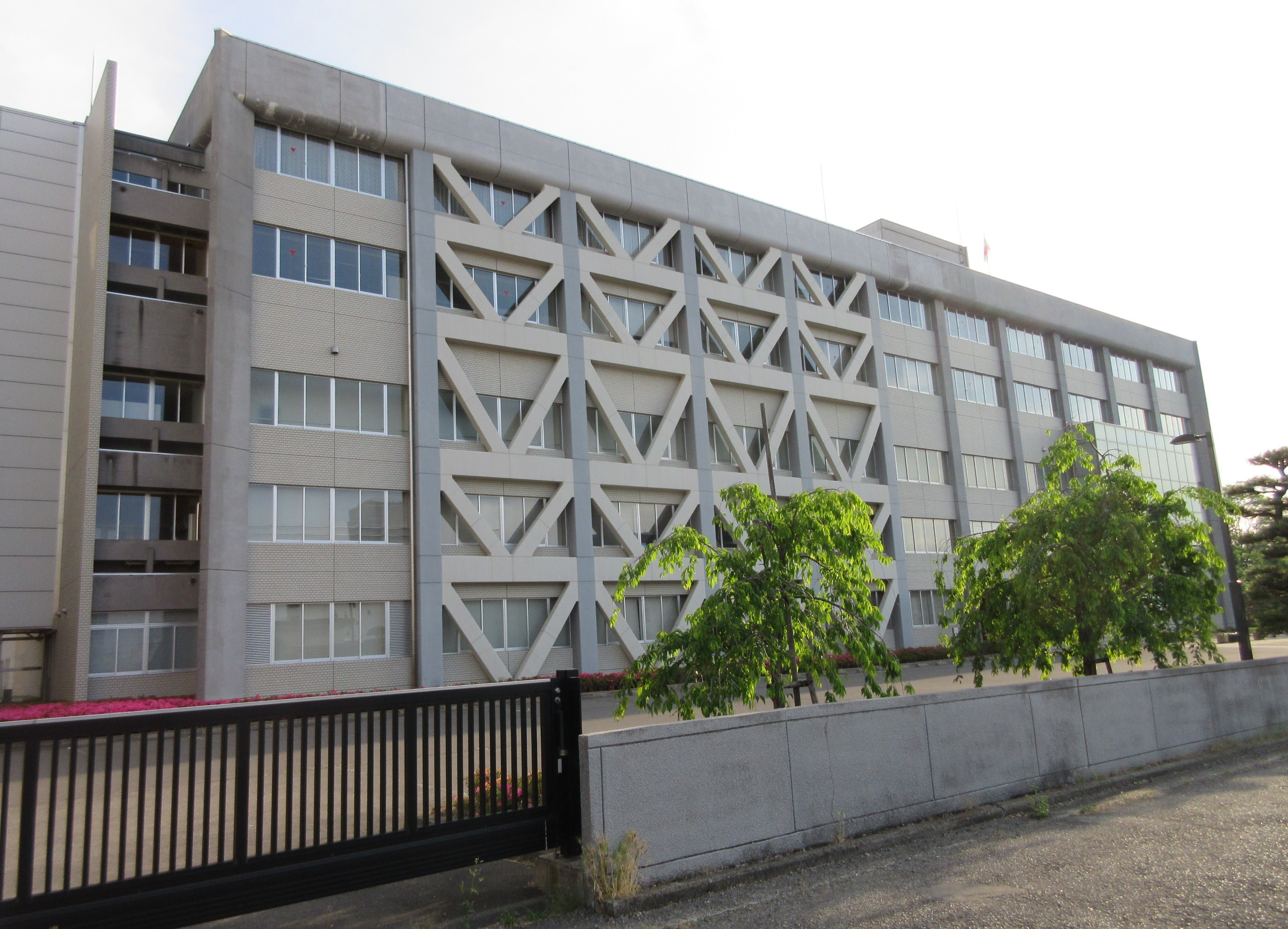
長野地方裁判所（旭町）
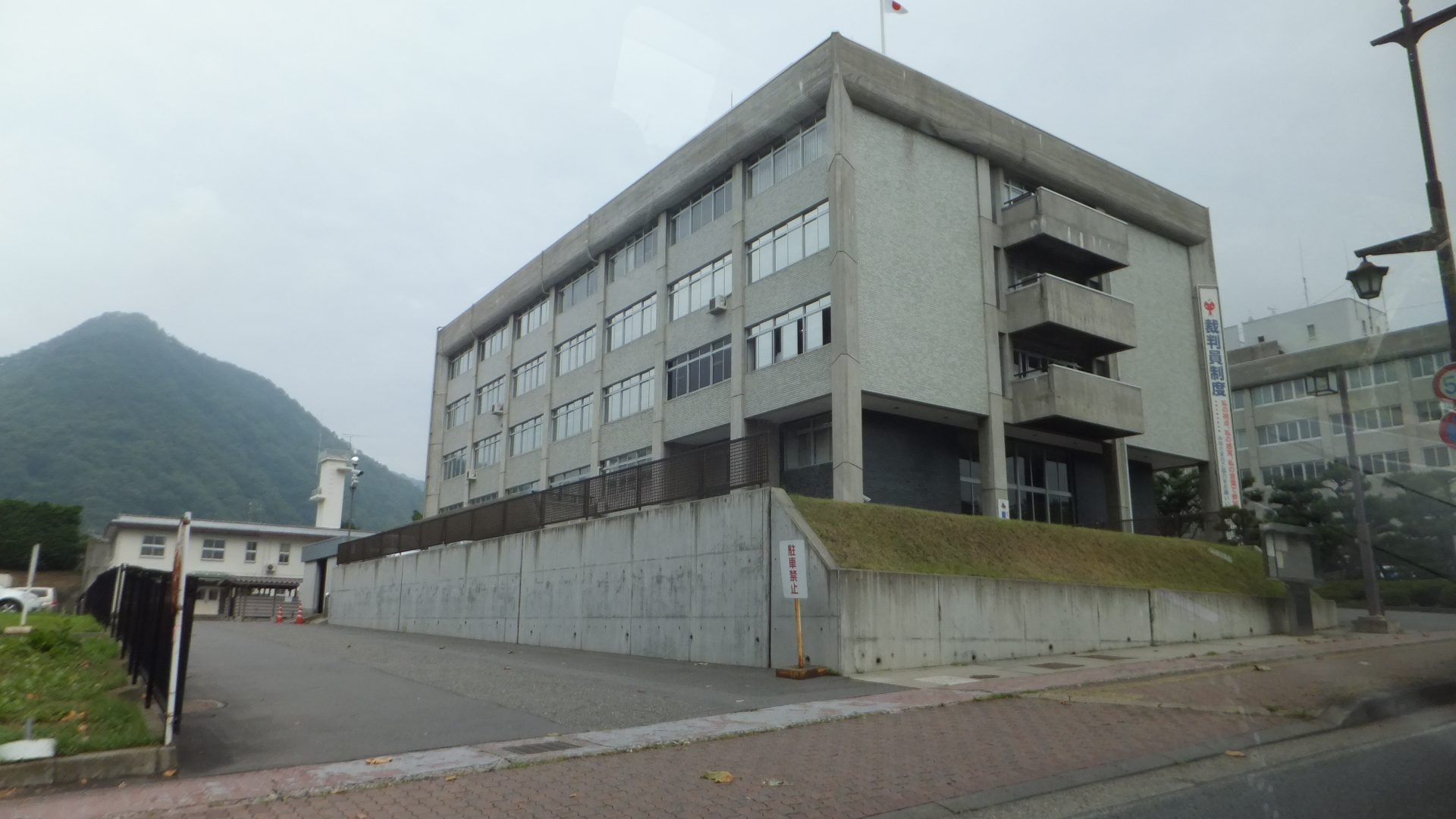
長野地方法務合同庁舎（旭町）
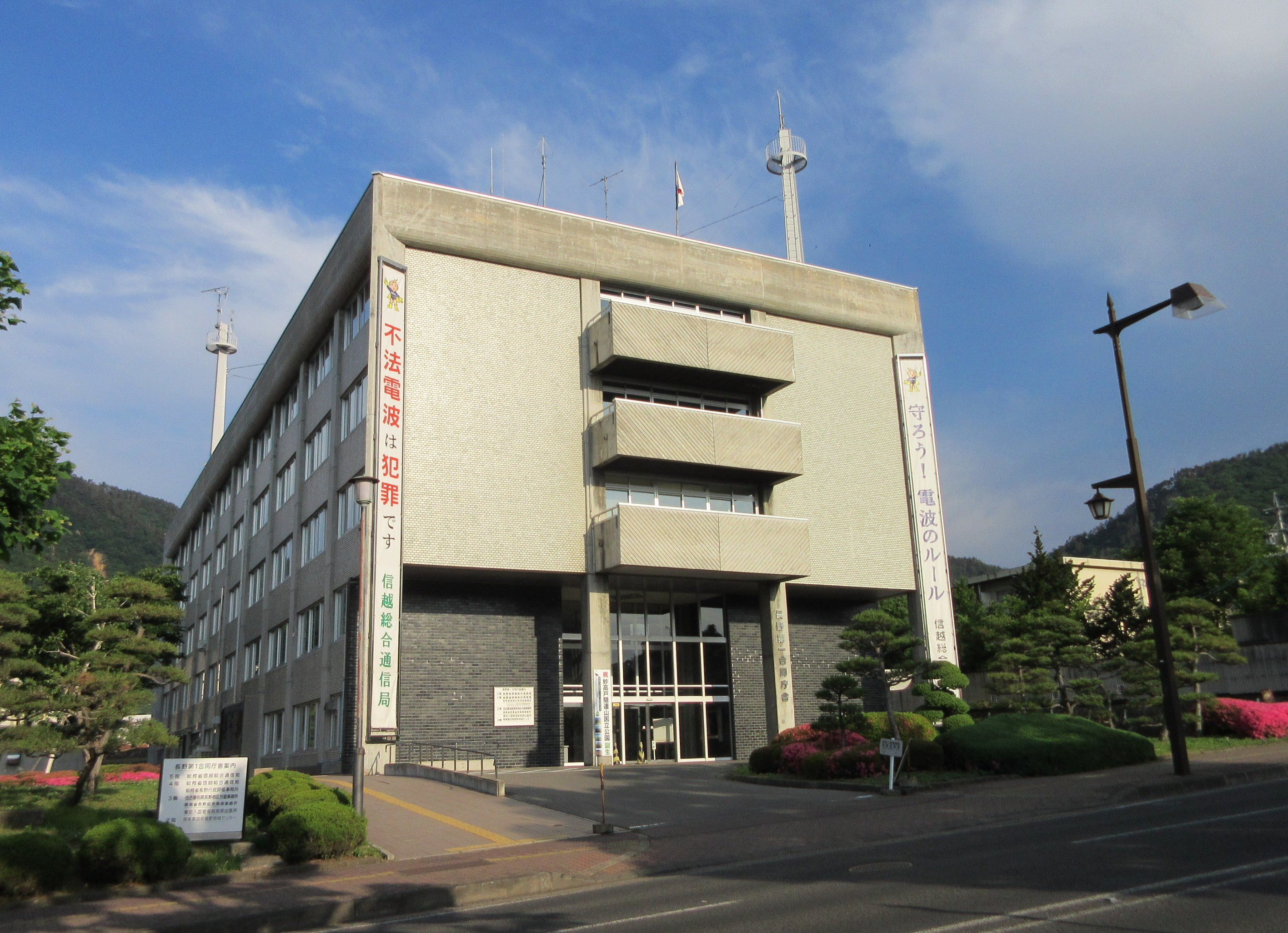
長野第1合同庁舎（旭町）
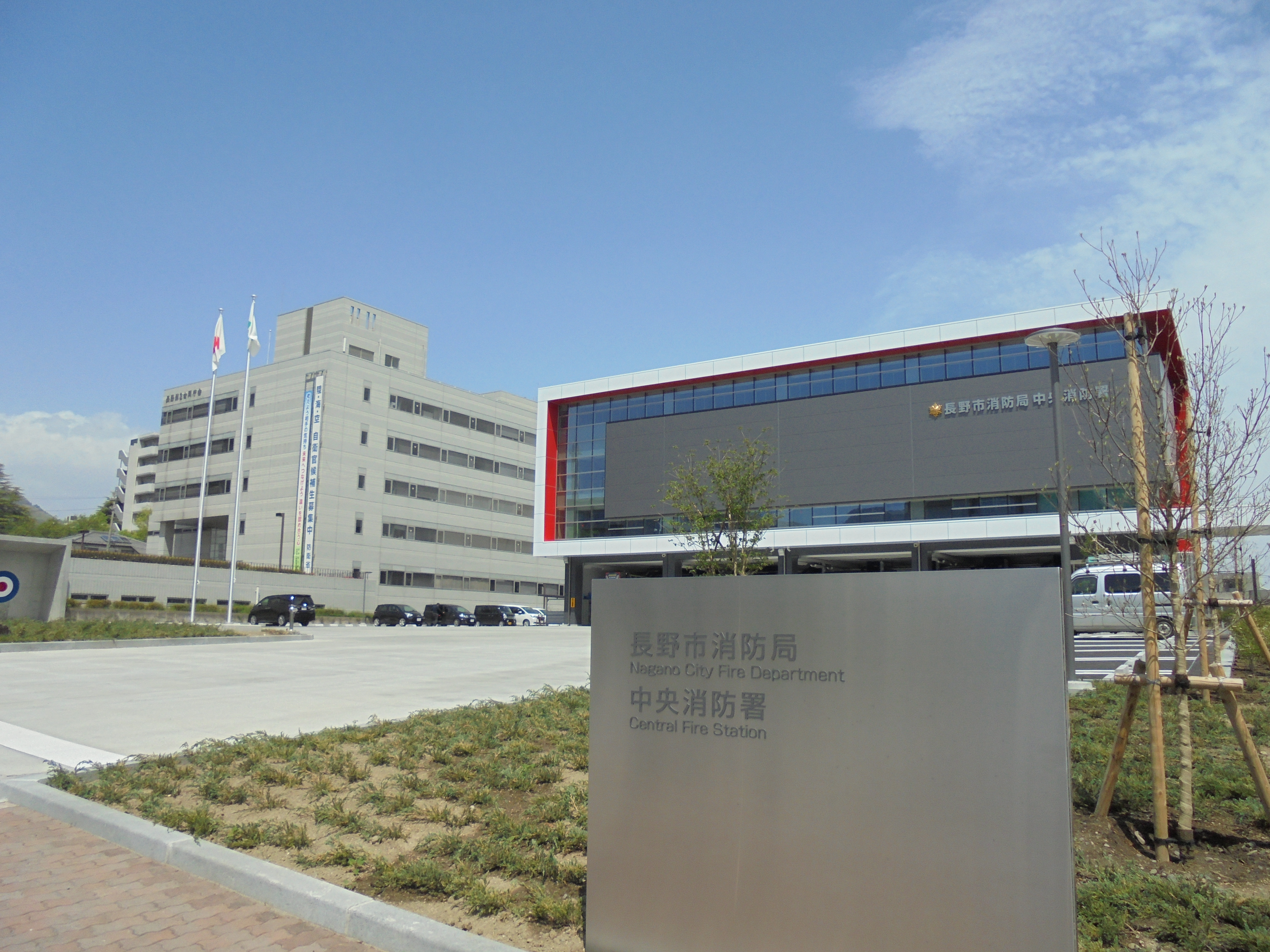
長野市消防局中央消防署（旭町）
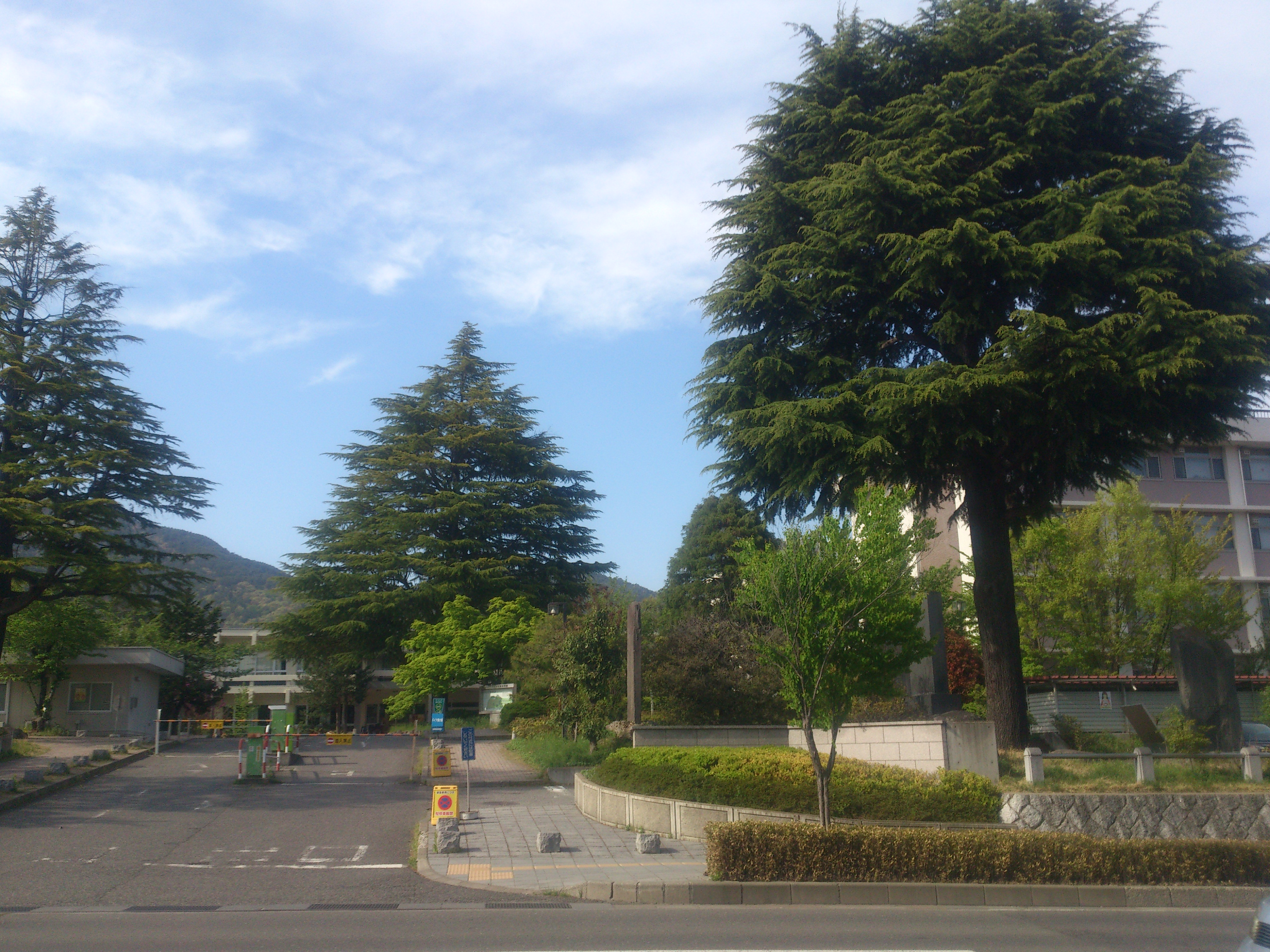
信州大学教育学部（西長野町）